# Propsilocerus jacuticus
Propsilocerus jacuticus är en tvåvingeart som först beskrevs av Zvereva 1950.  Propsilocerus jacuticus ingår i släktet Propsilocerus, och familjen fjädermyggor. Arten har ej påträffats i Sverige.